# I liga polska na żużlu (2007)
Rozgrywki I ligi żużowej w sezonie 2007 rozpoczęły się 9 kwietnia 2007, a zakończyły 30 września.
Rozgrywki prowadzi Główna Komisja Sportu Żużlowego (GKSŻ) w imieniu Polskiego Związku Motorowego (PZM).

## Zespoły
- 15 listopada 2006[1]:
  - RKM Rybnik
  - GKŻ Wybrzeże Gdańsk
- 2 kwietnia 2007[2]:
  - GTŻ Grudziądz
  - KS Stal Gorzów Wielkopolski
  - TŻ Sipma Lublin
- brak licencji:
  - KM Ostrów Wielkopolski
  - TŻ Start Gniezno
  - PSŻ Poznań

## Runda zasadnicza

### Tabela
| Msc | Drużyna                | M. | Z. | R. | P. | Pkt | Bon | Razem | +/–  |
| --- | ---------------------- | -- | -- | -- | -- | --- | --- | ----- | ---- |
| 1   | Stal Gorzów            | 14 | 10 | 0  | 4  | 23  |     | 23    | +212 |
| 2   | Intar Lazur Ostrów     | 14 | 9  | 0  | 5  | 21  |     | 21    | +46  |
| 3   | Lotos Gdańsk (B)       | 14 | 9  | 0  | 5  | 20  |     | 20    | +102 |
| 4   | RKM Rybnik             | 14 | 7  | 0  | 7  | 16  |     | 16    | +48  |
| 5   | Milion Team Poznań (B) | 14 | 7  | 0  | 7  | 15  |     | 15    | -86  |
| 6   | GTŻ Grudziądz          | 14 | 6  | 1  | 7  | 13  |     | 13    | -55  |
| 7   | Sipma Lublin (S)       | 14 | 5  | 0  | 9  | 11  |     | 11    | -35  |
| 8   | Start Gniezno          | 14 | 2  | 1  | 11 | 5   |     | 5     | -232 |

M. – liczba meczów, Z. – liczba zwycięstw, R. – liczba remisów, P. – liczba porażek,
Pkt. – liczba punktów, Bon. – liczba bonusów, Razem – suma Pkt. i Bon.,
+/– – różnica między zdobytymi i straconymi punktami biegowymi.
B – beniaminek

### Wyniki
|                          | GOR   | OST   | GDA   | RKM   | POZ   | GRU   | LUB   | GNI   |
| ------------------------ | ----- | ----- | ----- | ----- | ----- | ----- | ----- | ----- |
| Stal Gorzów Wielkopolski | x     | 50:39 | 57:33 | 55:38 | 66:23 | 55:37 | 55:36 | 67:26 |
| Intar Lazur Ostrów       | 47:43 | x     | 43:47 | 52:36 | 50:40 | 54:39 | 56:33 | 61:32 |
| Lotos Gdańsk             | 53:39 | 58:33 | x     | 47:43 | 58:33 | 57:35 | 55:37 | 58:35 |
| RKM Rybnik               | 40:52 | 43:50 | 46:44 | x     | 57:36 | 59:34 | 54:38 | 59:33 |
| Milion Team Poznań       | 33:60 | 48:42 | 47:42 | 48:40 | x     | 58:34 | 45:32 | 51:39 |
| GTŻ Grudziądz            | 46:44 | 58:33 | 48:41 | 41:52 | 58:30 | x     | 51:42 | 59:31 |
| Sipma Lublin             | 54:36 | 41:49 | 42:51 | 38:53 | 50:40 | 65:26 | x     | 53:37 |
| Start Gniezno            | 26:66 | 41:48 | 47:43 | 48:42 | 40:50 | 45:45 | 40:50 | x     |

## Play-off

### I runda
| I runda Miejsca 1-4 |        | Stal Gorzów 1 miejsce po rundzie zasadniczej        | 156:115 | RKM Rybnik 4 miejsce po rundzie zasadniczej    |
| ------------------- | ------ | --------------------------------------------------- | ------- | ---------------------------------------------- |
| I runda Miejsca 1-4 | 12 sie | RKM Rybnik                                          | 46:44   | Stal Gorzów                                    |
| I runda Miejsca 1-4 | 19 sie | Stal Gorzów                                         | 56:34   | RKM Rybnik                                     |
| I runda Miejsca 1-4 | 26 sie | Stal Gorzów                                         | 56:35   | RKM Rybnik                                     |
| I runda Miejsca 1-4 |        | Intar Lazur Ostrów 2 miejsce po rundzie zasadniczej | 139:136 | Lotos Gdańsk 3 miejsce po rundzie zasadniczej  |
| I runda Miejsca 1-4 | 12 sie | Lotos Gdańsk                                        | 52:41   | Intar Lazur Ostrów                             |
| I runda Miejsca 1-4 | 19 sie | Intar Lazur Ostrów                                  | 51:41   | Lotos Gdańsk                                   |
| I runda Miejsca 1-4 | 26 sie | Intar Lazur Ostrów                                  | 47:43   | Lotos Gdańsk                                   |
| I runda Miejsca 5-8 |        | Milion Team Poznań 5 miejsce po rundzie zasadniczej | 135:136 | Start Gniezno 8 miejsce po rundzie zasadniczej |
| I runda Miejsca 5-8 | 12 sie | Start Gniezno                                       | 50:41   | Milion Team Poznań                             |
| I runda Miejsca 5-8 | 19 sie | Milion Team Poznań                                  | 49:41   | Start Gniezno                                  |
| I runda Miejsca 5-8 | 26 sie | Milion Team Poznań                                  | 45:45   | Start Gniezno                                  |
| I runda Miejsca 5-8 |        | GTŻ Grudziądz 6 miejsce po rundzie zasadniczej      | 149:124 | Sipma Lublin 7 miejsce po rundzie zasadniczej  |
| I runda Miejsca 5-8 | 12 sie | Sipma Lublin                                        | 53:38   | GTŻ Grudziądz                                  |
| I runda Miejsca 5-8 | 19 sie | GTŻ Grudziądz                                       | 47:43   | Sipma Lublin                                   |
| I runda Miejsca 5-8 | 26 sie | GTŻ Grudziądz                                       | 64:28   | Sipma Lublin                                   |

### II runda
| II runda o 1 miejsce |        | Stal Gorzów Zwycięzca pierwszego meczu | 134:137 | Intar Lazur Ostrów Zwycięzca drugiego meczu |
| -------------------- | ------ | -------------------------------------- | ------- | ------------------------------------------- |
| II runda o 1 miejsce | 2 wrz  | Intar Lazur Ostrów                     | 56:36   | Stal Gorzów                                 |
| II runda o 1 miejsce | 16 wrz | Stal Gorzów                            | 49:40   | Intar Lazur Ostrów                          |
| II runda o 1 miejsce | 30 wrz | Stal Gorzów                            | 49:41   | Intar Lazur Ostrów                          |
| II runda o 7 miejsce |        | Sipma Lublin Przegrany czwartego meczu | 158:117 | Start Gniezno Przegrany trzeciego meczu     |
| II runda o 7 miejsce | 2 wrz  | Start Gniezno                          | 53:39   | Sipma Lublin                                |
| II runda o 7 miejsce | 16 wrz | Sipma Lublin                           | 54:39   | Start Gniezno                               |
| II runda o 7 miejsce | 30 wrz | Sipma Lublin                           | 65:25   | Start Gniezno                               |

## Klasyfikacja
| Poz | Klub                                         |
| --- | -------------------------------------------- |
| 1   | Stal Gorzów Wielkopolski Awans do Ekstraligi |
| 2   | Intar Lazur Ostrów Baraż o Ekstraligę        |
| 3   | Lotos Gdańsk                                 |
| 4   | RKM Rybnik                                   |
| 5   | Milion Team Poznań                           |
| 6   | GTŻ Grudziądz                                |
| 7   | Sipma Lublin Baraż o utrzymanie              |
| 8   | Start Gniezno Spadek do II ligi              |

## Baraże
| O awans |        | ZKŻ Kronopol Zielona Góra 7 miejsce w Ekstralidze | 108:75 | Intar Lazur Ostrów 2 miejsce w I lidze |
| ------- | ------ | ------------------------------------------------- | ------ | -------------------------------------- |
| O awans | 7 paź  | Intar Lazur Ostrów                                | 43:50  | ZKŻ Kronopol Zielona Góra              |
| O awans | 14 paź | ZKŻ Kronopol Zielona Góra                         | 58:32  | Intar Lazur Ostrów                     |

| O utrzymanie |        | SK Lokomotīve Dyneburg 2 miejsce w II lidze | 108:77 | Sipma Lublin 7 miejsce w I lidze |
| ------------ | ------ | ------------------------------------------- | ------ | -------------------------------- |
| O utrzymanie | 7 paź  | SK Lokomotīve Dyneburg                      | 68:24  | Sipma Lublin                     |
| O utrzymanie | 14 paź | Sipma Lublin                                | 53:40  | SK Lokomotīve Dyneburg           |